# 熊野三所神社
熊野三所神社（くまのさんしょじんじゃ）は、和歌山県西牟婁郡白浜町にある神社。旧社格は村社。白良浜の北端にある。

## 祭神
- 主祭神 - 伊弉冊尊、速玉男命、事解男命

## 歴史
伝承によれば、斉明天皇4年（658年）に斉明天皇が弟である有間皇子の勧めにより牟婁の湯（現在の白浜温泉）に行幸した際、当地にあった石に腰を掛けた。その後、この斉明天皇腰掛石を磐座として、またご神体として祭祀を始めたとされる。後に熊野三所権現を観請して社殿を整える。
文禄4年（1595年）9月には本殿の再建を行っている。1868年（明治元年）に神仏分離の際に社名を熊野三所神社と改称し、後に村社に列せられている。
1907年（明治40年）4月、神饌幣帛料供進社に指定される。
境内の一部は白良浜から続いている砂浜となっている。

## 境内
- 本殿 - 文禄4年（1595年）9月再建。
- 幣殿
- 拝殿
- 恵比寿神社 - 祭神：恵比須大神
- 御座船奉安庫 - 1929年（昭和4年）に昭和天皇が戦艦長門で田辺に行幸された際に乗船した御座船を奉安している。
- 八坂神社 - 祭神：須佐之男命、稲田姫命
- 地主神社 - 祭神：猿田彦命、天宇豆売命
- 社務所
- 火雨塚古墳（和歌山県指定史跡） - 7世紀前半頃に築造された円墳。

## 文化財

### 和歌山県指定史跡
- 火雨塚古墳

### 和歌山県指定天然記念物
- 熊野三所神社の社叢

## 祭事
- 例祭・10月17日

## 現地情報
所在地
- 和歌山県西牟婁郡白浜町744

交通アクセス
- 最寄駅：JR紀勢線白浜駅下車後、車で約15分